# Tenantongo
Tenantongo är en ort i Mexiko.   Den ligger i kommunen Valle de Bravo och delstaten Mexiko, i den södra delen av landet, 100 km väster om huvudstaden Mexico City. Tenantongo ligger 2 182 meter över havet och antalet invånare är 373.
Terrängen runt Tenantongo är lite bergig. Runt Tenantongo är det ganska tätbefolkat, med 116 invånare per kvadratkilometer. Närmaste större samhälle är Valle de Bravo, 8,8 km nordväst om Tenantongo. I omgivningarna runt Tenantongo växer huvudsakligen savannskog.